# أزيرق الجبل
أزيرق الجبل (الاسم العلمي Mountain bluebird) ينتمي أزيرق الجبل إلى فصيلة السُّمنوية.
لون الأنثى أبهت من لون الذكر الأزرق الجميل وليس لديها سوا خط ملون فوق ريشها الرمادي
الأسمر. كما أن تغريد الذكر ناعم وشجي. والأزيرقات تعيشُ في مساحات طلقة، مثل الحقول الألبية
المزروعة بالأشجار. وهي تهاجر شتاءً نحو الجنوب، حتى المكسيك.
يقارب طول أزيرق الجبل 18 سم، ويستوطن الجبال الحرجية والحقول الألبية،
ويُعشعشُ عمومًا في ثقبِ شجرةٍ، تضع الأنثى 5 أو 6 بيضاتٍ تفقسُ بعد 14 يومًا.
وتتغذى على الحشرات وثِمار خلال الشتاء، ونتنشر في المكسيك، وغرب والولايات المتحدة حتى جنوب ألاسكا.